# Historiographie de la franc-maçonnerie
L'historiographie de la franc-maçonnerie étudie la production historique maçonnique qui, au travers d'un grand nombre de publications, reste pendant une grande partie de son histoire sujette à caution. Un courant d’historien naît au cours du XIXe siècle qui se reclame d'une production documentaire basée sur l'analyse historico-critique. De ce courant d'historien dit « authentique » qui se diffuse tout d'abord en Angleterre, naît au XXe siècle une discipline qui travaille sur l'histoire de la franc-maçonnerie de la manière scientifique et universitaire : la maçonnologie. Au début du XXIe siècle les études biographiques des personnalités de la franc-maçonnerie commencent à utiliser la prosopographie pour restituer l'histoire du « fait maçonnique » au travers des contextes politiques et sociaux de l'époque de référence de la personnalité étudiée.

## Histoire
Jusqu'au milieu du XXe siècle, l'histoire de la franc-maçonnerie fut exclue du champ d'étude de l'histoire universitaire classique. La difficulté de la transmission de son histoire relève d'une analyse du fait maçonnique, de ses rites ou de ses légendes qui s'est appuyée pendant de très nombreuses années sur des travaux d'historiens ou d'essayistes ayant une approche « romantique », qui peine à différencier mythes maçonniques et faits historiques.
Avant que ne se développe l'« école authentique » et la maçonnologie, de nombreux ouvrages français ou étrangers ne font guère preuve d'une grande rigueur dans le souci de vérification des sources et dans celui du contrôle des hypothèses, générant de nombreuses interprétations douteuses. Toutefois à partir de 1865 commencent à apparaitre quelques ouvrages digne d’intérêt historique. Au-delà des difficultés méthodologiques qui ont entravé la constitution d'un domaine reconnu pour l'histoire de la franc-maçonnerie en général, l'étude historique de la maçonnerie en France notamment, nécessite une prise de distance au regard de l'implication ancienne de l'institution dans la vie intellectuelle et sociale du pays.
L'historiographie maçonnique se partage, jusqu'à une date récente, entre deux types d'auteurs : ceux qui y sont hostiles pour des raisons politiques ou religieuses et ceux qui y sont résolument favorables, ceux-là appartenant le plus souvent à une obédience. Les conséquences de cette production partiale sont d'une part une qualité inégale des travaux produits, et l'esprit polémique des auteurs propulsant d'autre part, une production ou sont mis en exergue, les scènes, personnages ou événements qui corroborent leur point de vue personnel, falsifiant ou reconstruisant si besoin la réalité historique.
La recherche historique moderne en s'éloignant de ces querelles doctrinaires a renvoyé dos à dos ces courants d'historiens souvent égarés. L'évolution de l'historiographie maçonnique, en raison des persécutions que connait la franc-maçonnerie durant la Seconde Guerre mondiale, connait une modification sensible de son développement au cours de la seconde moitié du xxe siècle. Non sans difficulté, elle opère un retour sur elle-même en revoyant son rapport à la société civile et politique. Elle devient avec une forme d'apaisement sur le conflit qui l'oppose à l’Église catholique, un objet d'étude historique cohérent, sérieux et moins polémique. Les années 1970 voient les premières études historiques bâties sur une approche documentaire historique et critique. Cette approche authentique de l'étude de l'histoire de la franc-maçonnerie est toujours en vigueur en 2017.

## Structuration
La maçonnologie est l'aboutissement d’un long parcours ; elle offre un champ d’études qui ne se limite plus à la seule recherche purement historique, mais étudie la maçonnerie dans toutes ses dimensions. Elle essaie parfois d'en comprendre son actualité sans s’y impliquer, s’efforçant ainsi d’en dégager les fondements anthropologiques et d’en caractériser les invariants. La mise en œuvre des principes et méthodes de l'érudition classique permet aussi à l'historiographie maçonnique d'apparaitre au grand jour. Il reste toutefois de nombreux problèmes ou questions sans réponses, en cause les inévitables lacunes documentaires, mais aussi la forte imbrication du fait maçonnique dans l'histoire des idées philosophiques, religieuses, économiques, politiques et sociales qu'il connait au cours de son histoire.

### Royaume-Uni
À partir du milieu du XIXe siècle apparait en Allemagne avec les travaux de Frédéric Schröder et de Frédéric Mossdorf principalement, un courant historique et critique se détermine comme « authentique ». Ce courant traverse la Manche et se retrouve en Angleterre ou plusieurs francs-maçons dont Adolphus Woodfort constituent la première loge de recherche du monde Quatuor Coronati 2076.
La recherche maçonnique britannique bénéficie aussi de travaux universitaires et de publications d'historiens non francs-maçons, tel l'ouvrage de David Stevenson qui marque une nouvelle étape dans l'historiographie maçonnique en publiant : The Origins of Freemansonry, Scotland's, Century 1570-1710, aux presses universitaires de l’université de Cambridge en 1988. L'école authentique anglo-saxonne revoit largement l'histoire de la franc-maçonnerie et apporte de nouveaux éclairages à sa formation. Elle remet en cause de nombreuses théories sur sa genèse, à l'image de la théorie de la transition et du phénomène « d'acceptation » qu'elle véhicule, théorie qui résiste difficilement à l'analyse scientifique des documents historiques.
En 1999 se crée à Londres, à l'initiative de la Grande Loge unie d'Angleterre, le Cononbury Masonic Reasearch Center qui organise des conférences souvent centrées sur le XVIIIe siècle. En 2000, toujours sous l'impulsion de l'obédience anglaise, l'université de Sheffield fonde le Centre pour la recherche sur la franc-maçonnerie, dont la direction est confiée au médiéviste Andrew Prescott, puis au spécialiste de la maçonnerie germano-suédoise du XVIIIe siècle Andréas Önnerförs. Le centre organise des séminaires et des conférences jusqu'en 2010.
La Grande Loge d’Écosse organise depuis 2008 à Edimbourg en collaboration avec divers laboratoire de maçonnologie universitaire l'International Conference of History of Freemasonry dont les travaux sont supervisés par un prestigieux comité scientifique formé de nombreux et éminents dix-huitiémistes. En 2011, cette conférence obtient une reconnaissance internationale en se déroulant au George Washington Masonic National Memorial. L'espace maçonnique anglophone bénéficie aussi de travaux et de revues d'étude ou des historiens de renom comme Margaret Jacob ou Douglas Smith exprime l'état de leurs travaux et recherches.

### Allemagne
À l'origine de la recherche maçonnique sous une forme « authentique », l'historiographie germanophone est très active. En 1951, une loge Quatuor Coronanti n°808 sise à Bayreuth est constituée sous l'égide des Grandes Loges unies d'Allemagne qui diffuse une revue de qualité. Le XVIIIe siècle occupe une grande part de ses travaux en collaboration avec une fondation pour la recherche maçonnique qui aide étudiants et chercheurs à publier des mémoires ou préparer des diplômes ou des thèses sur la franc-maçonnerie. Elle travaille également avec le professeur d'histoire contemporaine de l’université d'Innsbruck, Helmut Reinalter qui consacre ses études aux francs-maçons, aux illuminati et aux jacobins européens. Ses travaux sont régulièrement publiés dans le monde. En 2000, Helmut Reinalter crée une revue internationale semestrielle consacrée à la franc-maçonnerie. En 1993, Monika Neugebauer-Wolk est nommée à la chaire d'histoire de l'université Martin-Luther de Halle-Wittemberg ou elle crée et anime plusieurs programmes de recherche sur l'Aufklärung, la Stricte Observance templière, les Illuminaten et les francs-maçons.

### France
La France sans rester en retrait de ce mouvement, n’institutionnalise pas sa recherche et dans un premier temps aucune société de recherche ne met en œuvre un projet réunissant des chercheurs autour d'un travail scientifique. Le travail sur l’histoire de la franc-maçonnerie est alors pris en charge par les obédiences maçonniques au travers de structures qui leur sont liées. En 1971, le Grand Orient de France se dote d'une commission d'histoire qui se transforme en Institut d'études et de recherches maçonniques (IDERM).
À la suite de travaux de classement réalisés par Alain Le Bihan, des historiens ou des auteurs comme Pierre Chevallier ou Daniel Ligou à partir des années 1950-1960, entreprennent des travaux de synthèse historique portant sur l'histoire de l'ordre en France, ou plus spécifiquement sur des moments importants. D'autres études élargissent le champ d'analyse pour lier l'histoire de la franc-maçonnerie à l'évolution de l'histoire en général et dépasse le cadre factuel de la maçonnerie. Quelques années plus tard à partir de travaux académiques sur les structures et espaces de sociabilité au temps des Lumières, les historiens finissent d'intégrer l’histoire de la franc-maçonnerie dans l'histoire globale du pays. Les recherches de la fin du XXe siècle s'orientent vers la recherche anthropologique, l'analyse des causes ou la compréhension des événements selon le contexte et l'étude des groupes dans leur contexte historique. Des recherches et des travaux sont aussi réalisés par les historiens sur les débuts de la franc-maçonnerie continentale, mais également dans des domaines inexploités comme la maçonnerie dans l'Empire Ottoman.
L'histoire maçonnique du XVIIIe siècle reste la plus étudiée par les maçonnologues français, l'historiographie maçonnique bénéficie de la dynamique créée par la Société française d'étude du XVIIIe siècle puis en 1997 l'historien Charles Porset intègre véritablement la recherche sur la franc-maçonnerie aux domaines universitaires. L'ensemble des travaux de recherche qui tiennent de l'histoire stricte, de la sociologie, des sciences religieuses et de la psychologie qui devient la base de la recherche historique et authentique du fait maçonnique, prend un nom à la fin du XXe siècle, que Daniel Ligou dans son dictionnaire de la franc-maçonnerie qualifie de « quelque peu prétentieux mais parfaitement adéquat », celui de maçonnologie.

### Autres pays européens
Dans différents pays des structures institutionnelles voient le jour. L'Espagne est particulièrement active dans cette démarche avec deux centres de recherche sur la franc-maçonnerie au sein des universités de Saragosse et de Madrid. Des travaux notables sont entrepris par José Antonio Benimeli autour de la franc-maçonnerie hispanophone.
Au travers du Grand Orient des Pays-Bas qui possède un des plus importants fonds d'archives maçonniques du XVIIIe siècle sis au Centre maçonnique culturel Prince-Frédéric à la Haye et à la bibliothèque Klossiana est mis en place en 2001 la Fondation OVN pour la recherche scientifique en franc-maçonnerie des Pays-Bas, ainsi qu'une chaire universitaire à Leyde sur « la franc-maçonnerie comme mouvement intellectuel et phénomène socioculturel ».
Depuis de nombreuses années, la recherche scientifique en Belgique étudie le fait maçonnique au sein de l’université libre de Bruxelles et de la chaire Théodore Verhaegen dédiée à la maçonnologie.
L'Italie, le Portugal, la Suède, la Pologne, la Russie se dotent d'organismes de recherche qui travaillent de manière scientifique et produisent diverses revues, livres ou dictionnaires de référence dédiés à leur propre histoire maçonnique. Au début du XXIe siècle une production assez abondante de travaux de qualité existe, sans toutefois que des moyens de regroupement et d'inventaire des données ne soient élaborées, pour permettre d'établir les réseaux et relations ainsi qu'une cartographie active de la franc-maçonnerie depuis sa création.